# Edward Mutesa
Edward Mutesa, właśc. sir Edward Frederick William David Walugembe Mutebi Luwangula Mutesa II, w latach 40. XX w. określany przez prasę zachodnią jako „Król Freddy” (ur. 19 listopada 1924 w Makindye, zm. 21 listopada 1969 w Londynie) – ugandyjski polityk, król – kabaka – Bugandy w latach 1939–1953 oraz 1955–1966, pierwszy prezydent niepodległej Ugandy w latach 1963–1966. Obalony 5 maja 1966 roku w wyniku zamachu stanu przeprowadzonego przez ówczesnego premiera Ugandy Miltona Obote, który sam ogłosił się prezydentem Ugandy. Kawaler Komandor Orderu Imperium Brytyjskiego (KBE).

## Życiorys
Urodzony 19 listopada 1924 roku w Makindye koło Kampali, Mutesa II był synem bugandyjskiego władcy Daudiego Chwi II i jego żony Irene Namagandy. Początkowo uczony przez guwernerów Mutesa studiował później na Uniwersytecie w Cambridge. Po śmierci ojca Mutesa w 1939 roku został kabaką Bugandy. Do 1942 roku rządził tylko nominalnie z powodu niepełnoletności. Dopiero jako 18-latek mógł przejąć faktyczną władzę z rąk rządzącej dotychczas w jego imieniu rady regencyjnej.
W 1953 roku sekretarz stanu ds. kolonii Wielkiej Brytanii zaprezentował Mutesie plan stworzenia federacji złożonej ze wschodnioafrykańskich kolonii brytyjskich na wzór federacji takich jak Rodezja i Niasa, lecz Mutesa nie zgadzał się na takie rozwiązanie i odmówił współpracy przy realizacji tego planu. Przedstawił natomiast swoje żądania niezależności Bugandy od Ugandy i niepodległości, przypominając o układzie, jaki Brytyjczycy zawarli wcześniej z Bugandą. Po odmowie przedstawienia brytyjskich rekomendacji parlamentowi Bugandy Lukiko, Mutesa został aresztowany i deportowany – w dniu 30 października 1953 roku ówczesny gubernator brytyjski Andrew Cohen nakazał Mutesie II udać się na emigrację do Wielkiej Brytanii. Nagła deportacja kabaki spotkała się z protestami Gandów a Mutesa stał się bohaterem narodowym. Miało to niepożądane dla Wielkiej Brytanii konsekwencje w postaci niemożności ustabilizowania sytuacji w kraju, której nie umiała zaradzić nawet dwukrotnie zarządzająca stan wyjątkowy rada regencja założona z inicjatywy brytyjskiej. Dwa lata później, w 1955 roku Mutesa II powrócił do kraju za pozwoleniem władz brytyjskich wobec których ustąpił zgadzając się na włączenie Bugundy do Ugandy na prawach kraju autonomicznego – po powrocie szybko zrewidował swoją pozycję.
Po powrocie Mutesa jako monarcha konstytucyjny miał ogromny wpływ na rząd Bugandy. Kontynuował swe starania nie tylko o autonomię, ale i o niepodległość kraju. W czerwcu 1960 roku nie miał zamiaru wziąć udziału w przeprowadzonych w Ugandzie wyborach: odmówił, żądając dla Bugandy specjalnych przywilejów, jednak nie zważano na jego sprzeciw. Wybory się odbyły, wskutek czego zostały ustalone ostateczne granice Ugandy. W październiku 1961 roku Mutesa ustąpił pod naciskiem Brytyjczyków, pozwalając na przyłączenie Bugandy do Ugandy. Sprzymierzył się wówczas z ugandyjskim prawnikiem Apollo Miltonem Obote, dzięki czemu w 1962 roku wygrał wybory prezydenckie i został pierwszym w historii Ugandy prezydentem, Obote zaś objął 30 kwietnia 1962 urząd premiera.
Jako jedyna część Ugandy, Buganda cieszyła się wówczas specjalnym statusem autonomicznym – była „państwem w państwie” z własnym parlamentem i policją.
Współpraca między Mutesą i Obote okazała się krucha, gdyż jako prezydent Mutesa przekonał się, że zakres jego władzy jest tylko reprezentacyjny. Ponadto rząd Obote rozstrzygnął długotrwały konflikt terytorialny pomiędzy Gandami z Bugundy a Nyoro z Bunyoro na korzyść Nyoro. W 1966 roku miał miejsce jednoosobowy przewrót zorganizowany przez Obote przeciwko własnemu rządowi, który został oskarżony o uczestnictwo w niezgodnym z prawem handlu złotem kongijskim. Wtedy to premier zawieszając konstytucję umieścił pięciu ministrów w areszcie, a Mutesę pozbawił funkcji prezydenckiej, zastępując go na stanowisku szefa państwa. Eksprezydent Mutesa zamieszkał w swoim pałacu, lecz po usunięciu przez Obote zapisu konstytucyjnego o autonomii Bugandy, zleceniu byłemu brytyjskiemu oficerowi Idiemu Aminowi Dadzie eliminacji Mutesy i otoczeniu pałacu przez armię Amina w dniu 24 maja 1966 roku, kabaka musiał uciekać. Osiadł w Wielkiej Brytanii, gdzie w zmarł w Londynie 21 listopada 1969 roku z powodu zatrucia alkoholem.